# Čičava
Čičava (ungarisch Csicsóka) ist eine Gemeinde im Osten der Slowakei mit 1379 Einwohnern (Stand 31. Dezember 2024), die im Okres Vranov nad Topľou, einem Teil des Prešovský kraj liegt und zur traditionellen Landschaft Zemplín gehört.

## Geographie
Die Gemeinde befindet sich im nordwestlichen Ausläufer des Ostslowakischen Tieflands, überwiegend am linken Ufer des Baches Čičava. Das Gemeindegebiet hat den Charakter eines Hügellandes mit Höhen von 137 m n.m. bis 235 m n.m. Das Ortszentrum liegt auf einer Höhe von 144 m n.m. und ist fünf Kilometer von Vranov nad Topľou entfernt.
Nachbargemeinden sind Vyšný Kazimír im Norden, Sedliská im Osten, Vranov nad Topľou im Süden, Nižný Kručov im Südwesten, Komárany im Westen und Merník im Nordwesten.

## Geschichte
Čičava wurde zum ersten Mal 1270 als Chychywa schriftlich erwähnt. Die Geschichte des Ortes ist eng mit dem Herrschaftsgut der nahen Burg Čičava verbunden und gehörte bis zum 15. Jahrhundert dem Geschlecht Rozgonyi und dann Báthory. 1557 hatte die Ortschaft drei Porta. Im Zuge der urbarialen Reformen von Maria Theresia kam das Dorf zum mächtigen regionalen Großgrundbesitzer Sándor Szirmay. 1828 zählte man 36 Häuser und 267 Einwohner, die in der Köhlerei, Landwirtschaft sowie als Fuhrmänner beschäftigt waren.
Bis 1918 gehörte der im Komitat Semplin liegende Ort zum Königreich Ungarn und kam danach zur Tschechoslowakei beziehungsweise heute Slowakei.

## Bevölkerung
| Jahr                | 1994 | 2004     | 2014     | 2024     |
| ------------------- | ---- | -------- | -------- | -------- |
| Anzahl der Personen | 719  | 979      | 1238     | 1379     |
| Unterschied         |      | +36,16 % | +26,45 % | +11,38 % |

| Jahr                | 2023 | 2024    |
| ------------------- | ---- | ------- |
| Anzahl der Personen | 1347 | 1379    |
| Unterschied         |      | +2,37 % |

Nach der Volkszählung 2011 wohnten in Čičava 1192 Einwohner, davon 590 Slowaken, 518 Roma, drei Russinen, zwei Tschechen und ein Magyare. 78 Einwohner machten diesbezüglich keine Angabe. 736 Einwohner bekannten sich zur griechisch-katholischen Kirche, 313 Einwohner zur römisch-katholischen Kirche, 28 Einwohner zur evangelischen Kirche A. B., sechs Einwohner zu den Zeugen Jehovas und jeweils ein Einwohner zur evangelisch-methodistischen Kirche sowie zur orthodoxen Kirche. 24 Einwohner waren konfessionslos und bei 83 Einwohnern wurde die Konfession nicht ermittelt.

## Bauwerke
- griechisch-katholische Kirche im Barockstil aus dem Anfang des 18. Jahrhunderts

## Söhne und Töchter der Gemeinde
- Marián Tkáč (* 1949), erster Gouverneur der (heutigen) Nationalbank der Slowakei und aktueller Vorsitzende der Matica slovenská